# Palazzo Filomarino (Nápoly)
A Palazzo Filomarino egy palota Nápolyban, a történelmi óváros szívében a via Benedetto Crocén.

## Leírása
Giovanni Francesco Di Palma tervei alapján épült meg a 16. században. A homlokzatát és portálját a 18. században barokk stílusban építette át Ferdinando Sanfelice. Az emeleti rész később klasszicista külsőt kaptak. A számos átalakítás ellenére a belső udvar kapuja 16. századi, és az árkádok és lépcsőházak is az eredeti épület fennmaradt részei.
A palota leghíresebb lakója Benedetto Croce filozófus volt, aki innen irányította a 19-20. század fordulóján a nápolyi kulturális életet. 